# Хіннавару
Хіннавару (мальд. ހިންނަވަރު) — один з населених островів атола Лхавіяні, на Мальдівах.
Є північною частиною столиці країни — міста Мале. Має населення понад 4000 осіб. На острові зареєстровано 715 будинків, проте використовуються як житлові приміщення лише 480.

## Населення
Станом на червень 2012 року населення на острові становило 4676 осіб (2404 чоловіки та 2272 жінки).
За переписом населення 2006 року на острові проживало 3017 осіб (1358 чоловіків та 1359 жінок). Рівень грамотності населення острова становить 96,48 %. Кількість населення знизилась на 1,04 % порівняно з переписом 2000 року.
Хіннавару — другий за кількістю населення острів атола Лхавіяні.

## Економіка та зайнятість населення
Безробіття серед молоді 15—20 років становило 35 %. Висловлено припущення щодо зниження рівня безробіття під час перепису 2014 року.

## Зв'язок
Послуги зв'язку хороші в Хіннавару. Обидва оператори Wataniya та Dhiraagu доступні в добрій якості. 94 % населення користуються послугами зв'язку. Велика кількість населення користується послугами інтернету.

## Рекультивація земель
Проєкт рекультивації земель острова Хіннавару здійснюється компанією Boskalis International B.V ING.

## Допоміжні та комунальні послуги

### Гавань
Як допомога Кувейтського фонду арабського економічного розвитку (KFAED) після руйнівного цунамі у 2004 році проєкт реалізовувався двома етапами. Після завершення другого етапу гавань відкрито 30 листопада 2010 року.

### Електроенергія
Електропостачання острова забезпечується державною електричною компанією (STELCO).

### Каналізація
Каналізацію введено в дію Урядом Мальдівської Республіки 31 січня 2011 року. Збудована за підтримки Кувейтського фонду арабського економічного розвитку (KFAED).